# Willy Krause
Willy Johann Friedrich Krause (* 4. August 1901 in Bielefeld, Nordrhein-Westfalen; † Februar 1990 in Baden-Baden, Baden-Württemberg) war ein deutscher Schauspieler.

## Leben
Willy Krause spielte bis in die 1960er-Jahre ernste Rollen in seriösen Filmen (Der letzte Akt (1955), Es geschah am 20. Juli (1955), Liebling der Götter (1960) jeweils als Joseph Goebbels). In den 1970er-Jahren war er vor allem in Sexfilmen der Laß-jucken-Reihe als „Opa Wagner“ zu sehen.

## Filmografie
- 1938: Die Umwege des schönen Karl
- 1954: Die Osterhasen von Kuckuckshöh (TV)
- 1954: Die Beförderung (TV)
- 1954: Das Stacheltier - Abseits (Kurzfilm)
- 1955: Der letzte Akt
- 1955: Es geschah am 20. Juli
- 1956: Gianni Schicchi (TV)
- 1956: Trapez
- 1956: Der letzte der Mohikaner (TV)
- 1957: Das Stacheltier - Endstation Kanal (Kurzfilm)
- 1958: Messeabenteuer 1999 (TV)
- 1958: Die Heirat (TV)
- 1958: Hexen von Paris (TV)
- 1958: Das Stacheltier - Der Lebenslauf (Kurzfilm)
- 1960: Liebling der Götter
- 1960: Blaulicht (Fernsehserie, 2 Episoden)
- 1963: Bei uns zu Haus (Fernsehserie, 1 Episode)
- 1963: Alle meine Tiere (Fernsehserie, 2 Episoden)
- 1965: Herr Kayser und die Nachtigall (TV)
- 1965: Gewagtes Spiel (Fernsehserie, 1 Episode)
- 1966: Der Forellenhof (Fernsehserie, 1 Episode)
- 1967: Der Tag, an dem die Kinder verschwanden (TV)
- 1968: Gold für Montevasall (TV)
- 1969: Die Kramer (Fernsehserie, 1 Episode)
- 1969: Saids Schicksale (TV)
- 1969: Sie schreiben mit (Fernsehserie, 1 Episode)
- 1970: Die fleißigen Bienen vom fröhlichen Bock
- 1971: Komm in die Wanne, Schätzchen
- 1971: Recht oder Unrecht (Fernsehserie, 1 Episode)
- 1971: Zu dumm zum
- 1972: Happy End oder Wie ein kleines Heilsarmeemädchen Chicagos größte Verbrecher in die Arme der Gesellschaft zurückführte (TV)
- 1972: Laß jucken, Kumpel
- 1973: Laß jucken, Kumpel 2. Teil – Das Bullenkloster
- 1973: Diamantenparty (TV)
- 1974: Bohr weiter, Kumpel
- 1974: Laß jucken, Kumpel 3. Teil – Maloche, Bier und Bett
- 1974: Der kleine Dicke mit dem großen Langen
- 1975: Eurogang (Fernsehserie, 1 Episode)
- 1976: Die Unternehmungen des Herrn Hans (Fernsehserie, 2 Episoden)
- 1978: Magere Zeiten (Fernsehserie, 4 Episoden)